# Cotesia glomerata
Cotesia glomerata é uma pequena vespa parasitoide pertencente à família Braconidae. Foi oficialmente descrita por Linnaeus no ano de 1758, na décima edição de sua obra Systema Naturae. Trata-se de uma vespa quase preta com 3-7 mm de comprimento que se assemelha a uma formiga.
Trata-se de uma espécie amplamente presente na Europa, incluindo Portugal. Foi intencionalmente introduzida no Novo Mundo em 1883, por um programa de Controle Biológico dos Estados Unidos da América, para combater a espécie praga borboleta-pequena-das-couves (Pieris rapae), tendo se estabelecido com sucesso no continente. Foi um dos primeiros programas bem sucedidos de controle biológico clássico.
No Brasil, a espécie é presente e relativamente comum, sendo estudada como possível agente de controle contra diversas outras pragas, em especial na cultura da cana-de-açucar.